# Штернберг, Абрам Яковлевич
Абрам Яковлевич Штернберг (1873—1927) — основоположник классификации хронического туберкулеза, профессор, основатель и директор туберкулёзного института в Санкт-Петербурге.

## Биография
Родился в 1873 году. Брат этнографа Льва Яковлевича Штернберга.
После Октябрьской революции Евангелическую женскую больницу Санкт-Петербурга переименовали в Больницу для легочных больных им. Воскова, а 1 мая 1922 года её переоборудовали в Специализированную больницу для больных легочным туберкулезом. Главным врачом больницы назначен профессор Абрам Яковлевич Штернберг, который начал заниматься изучением туберкулеза ещё в 1907 году, заведуя мужским отделением для легочных больных в Обуховской больнице Санкт-Петербурга.
В октябре 1924 года была создана кафедра фтизиатрии ГОУ ДПО СПб МАПО, которая называлась кафедрой легочного туберкулеза. Профессор Штернберг был первым заведующим кафедрой. После его смерти кафедру возглавил и руководил ею в течение 22 лет (1928—1950) его ученик, выдающийся ученый-фтизиатр — профессор М. Р. Борок.
Умер в 1927 году. Похоронен на Преображенском еврейском кладбище в Санкт-Петербурге.